# Muscle of Love
Muscle of Love är rockbandet Alice Coopers sjunde och sista studioalbum som grupp. Det släpptes sent 1973. Albumet följde på en rad framgångsrika album, som Killer och Billion Dollar Babies, men blev inte lika uppmärksammat som dessa. Titelspåret Muscle of Love och Teenage Lament '74 blev dock hits. Man With the Golden Gun skrevs till Bondfilmen Mannen med den gyllene pistolen, men man valde där att ta en låt med Lulu istället.

## Låtlista
(upphovsman inom parentes)
Sida 1
1. "Big Apple Dreamin' (Hippo)" (Bruce/Buxton/Cooper/Dunaway/Smith) - 5:10
2. "Never Been Sold Before" (Bruce, Buxton, Cooper/Dunaway/Smith) - 4:28
3. "Hard Hearted Alice" (Bruce/Cooper) - 4:53
4. "Crazy Little Child" (Bruce/Cooper) - 5:03

Sida 2
1. "Working Up a Sweat" (Bruce/Cooper) - 3:32
2. "Muscle of Love" (Bruce/Cooper) - 3:45
3. "Man With the Golden Gun" (Bruce/Buxton/Cooper/Dunaway/Smith) - 4:12
4. "Teenage Lament '74" (Cooper/Smith) - 3:53
5. "Woman Machine" (Bruce/Buxton/Cooper/Dunaway/Smith) - 4:32

## Listplaceringar
| Lista (1973-1974) | Position             |
| ----------------- | -------------------- |
| Finland           | 13                   |
| Kanada            | 4 (RPM)              |
| Storbritannien    | 34 (UK Albums Chart) |
| Sverige           | 4 (Kvällstoppen)     |
| USA               | 10 (Billboard 200)   |